# Sulcostocythere
Sulcostocythere is een geslacht van kreeftachtigen uit de klasse van de Ostracoda (mosselkreeftjes).

## Soorten
- Sulcostocythere beibuwanensis Chen, 1981 †
- Sulcostocythere danakilensis Gramann, 1971 †
- Sulcostocythere knysnaensis Benson & Maddocks, 1964